# Форт Ниагара
Форт Ниагара (англ. Fort Niagara) — бывший французский, а затем британский военный форт и торговый пост, расположенный на восточном берегу реки Ниагара, в её устье. Первоначально был построен колониальными властями Новой Францией для защиты своих интересов в Северной Америке, в частности для контроля доступа между рекой Ниагара и озером Онтарио, самым восточным из Великих озёр. Из-за своего стратегического значения форт сыграл важную роль в нескольких войнах.
Британская империя захватила его во время Войны с французами и индейцами, в ходе сражения за форт Ниагара 1759 года. После окончания Войны за независимость США британцы ещё несколько лет владели фортом и уступили его лишь в 1796 году, после подписания Договора Джея. Хотя армия США деактивировала форт в 1963 году, американская береговая охрана продолжает здесь присутствовать. Некоммерческая группа управляет фортом и его территорией как парком штата Нью-Йорк и частично сохраняет его как музей и место для исторических реконструкций. Бывший форт является также местом проведения специальных мероприятий, связанных с историей региона.

## Основание
18 ноября 1678 года Рене-Робер Кавелье де Ла Саль, стремясь расширить торговлю пушниной с индейскими племенами, отправил 16 человек в район реки Ниагары. Под командованием сьёра де ла Мотта и в сопровождении священника Луи Аннепена они 6 декабря достигли устья реки. Вскоре сам Ла Саль прибыл из форта Фронтенак и приступил к постройке судна. Он не руководил лично постройкой «Гриффона» (так назвали корабль), поручив это Анри де Тонти, который продолжал строительство всю зиму и весну 1679 года. В мае судно было спущено на воду и готово к отплытию. Де Тонти не смог пройти через пороги на выходе из озера Эри и поставил корабль на якорь у острова Скво-Айленд. Это было первое парусное судно на Великих озёрах.
После постройки корабля Ла Саль осознал важность создания укреплённого поселения в устье реки Ниагара, которое не только будет служить складом для размещения товаров и провизии, но и будет контролировать всю торговлю с индейцами на западе. Так возникло первое укреплённое сооружение в устье Ниагары, названное форт Конти.
В 1687 году губернатор Новой Франции маркиз де Денонвиль получил от французского короля полномочия построить основательное укрепление в районе реки Ниагара. Осознавая, как и Ла Салль, стратегическую роль местности, Денонвиль начал строительство форта на том же месте, на котором группа Ла Саля возводила форт Конти за восемь лет до этого. Маркиз назвал форт Денонвиль, в честь себя, хотя он был более известен как «Форт у Ниагары». В сентябре 1688 года власти Новой Франции решили отказаться от форта и приказали французскому отряду покинуть его.
В начале 1720 года губернатор Новой Франции Филипп де Риго де Водрёй отправил Луи-Тома Шабера де Жонкера к племени сенека, входившему в конфедерацию ирокезов, чтобы получить разрешение на строительство французского поста на берегу реки. Несколько лет назад Жонкер был захвачен воинами сенека в плен, но проявление исключительной храбрости перед лицом смертельной угрозы спасло ему жизнь. Во время пленения Жонкера между ним и сенека установились хорошие отношения, которые продолжались до его смерти. Благодаря своим дипломатическим качествам и знанию языка ирокезов он стал ценным помощником для властей Новой Франции. Для французов крайне важно было контролировать Ниагару, поскольку она была единственным связующим звеном между их Верхними Землями на западе и Канадой на востоке. Жонкер созвал вождей сенека на совет и сообщил им о своем желании иметь собственный дом, чтобы он мог чаще навещать их. Вожди ответили ему, что он может построить дом в любом месте по своему выбору. Жонкер нанял восемь солдат из форта Фронтенак для строительства форта примерно в восьми милях ниже Ниагарского водопада на восточной стороне реки Ниагара. Торговый пост, который они построили, находился на территории современного города Льюистон в штате Нью-Йорк. 
Торговля пушниной проходила на посту до 1725 года, когда французы добились от сенека разрешения на строительство «каменного дома». Власти колонии выделили 29 295 лир и поручили инженеру Гаспар-Жозефу Шоссегросу де Лери возглавить строительство. Между 1727 и 1758 годами происходило много работ в форте Ниагара. Существовавшая борьба между французами и британцами за контроль над торговлей пушниной продолжалась, несмотря на официальное объявление мира между метрополиями. В течение многих лет французы ожидали нападения Британии на форт. Готовясь к этому, они послали военного инженера капитана Франсуа Пушо из Беарнского полка, который между 1750 и 1759 годами превратил форт Ниагара из старого каменного дома, с несколькими временными постройками, в хорошо укреплённое сооружение со рвами, пороховым складом и дополнительными артиллерийскими батареями.

### Статьи
- J. M. Thompson. FORT NIAGARA AS THE BASE OF INDIAN AND TORY OPERATIONS (англ.) // Proceedings of the New York State Historical Association. — Cornell University Press, 1907. — Vol. 7. — P. 15-20.
- Claud H. Hultzen, Sr. RESTORATION OF OLD FORT NIAGARA (англ.) // New York History. — Cornell University Press, 1937. — Vol. 18, iss. 4. — P. 386-394.